# 태극전사
태극전사(太極戰士, Taegeuk Warriors)는 대한민국 축구 국가대표팀을 일컫는 별칭이다. 2002년 FIFA 월드컵에서 대한민국의 언론에서 처음 사용된 용어이며, 대한민국 이외의 언론에서도 이 용어를 사용하기 시작하였다. 원래는 대한민국 축구 국가대표팀을 일컫는 말이지만, 대한민국에서는 축구 국가 대표팀을 포함해서 종목과 상관없이 올림픽, 세계 선수권 대회, 월드컵 등의 대회에 대한민국을 대표하여 출전하는 대표선수, 대표팀, 선수단 등을 일컬어 사용하기도 한다.

## 같이 보기
- 대한민국 축구 국가대표팀